# Оригинал-макет
Оригина́л-маке́т — оригинал книги, каждая страница которого полностью совпадает с соответствующей страницей будущего издания.
Он должен быть подписанным в набор или печать и отсылаться на полиграфическое предприятие для набора и печатания тиража в разных видах:
- Машинописным.
- Кодированным — на дискете, магнитном или оптическом диске.
- твёрдой копией, подготовленной для изготовления фотоформ или печатных форм фотомеханическим или другим способом.